# Деян Соргич
Деян Соргич (серб. Дејан Соргић/Dejan Sorgić, нар. 15 вересня 1989, Книн) — швейцарський футболіст сербського походження, нападник «Сьйона».

## Ігрова кар'єра
Народився 15 вересня 1989 року в югославському Книні. Вихованець футбольної школи швейцарського «Люцерна». Дорослу футбольну кар'єру розпочав 2007 року в основній команді того ж клубу, в якій провів сім сезонів, взявши участь у 43 матчах чемпіонату.  У складі «Люцерна» був одним з головних бомбардирів команди, маючи середню результативність на рівні 0,56 гола за гру першості.
Протягом 2014–2019 років грав за «Крієнс» і «Тун», після чого протягом року грав за французький друголіговий «Осер».
З 2020 по 2023 рік грав за «Люцерн», з якого перейшов до «Сьйона».

## Титули і досягнення

### Командні
- Володар Кубка Швейцарії (1):

«Люцерн»: 2020-2021

### Особисті
- Найкращий бомбардир Челлендж-Ліги (1):

2023-2024 (16 голів)